# Nastri d'argento 2005
Els Nastri d'argento 2005 foren la 60a edició de l'entrega dels premis Nastro d'Argento (Cinta de plata) que va tenir lloc el 4 de febrer de 2005 al Auditorium Parco della Musica. llevat els dels curtmetratges que es van atorgar el 16 de desembre de 2005. La gala fou presentada per Sabrina Impacciatore.
Les candidatures es van fer públiques el 22 de gener de 2005 a l'Hotel de Russie. Es van seleccionar 36 de les 80 pel·lícules italianes estrenades el 2004. El major nombre de nominacions (vuit) va ser per Le chiavi di casa di Gianni Amelio i Le conseguenze dell'amore di Paolo Sorrentino.

## Guanyadors

### Millor director
- Gianni Amelio - Le chiavi di casa
- Sergio Castellitto - Non ti muovere
- Davide Ferrario - Dopo mezzanotte
- Matteo Garrone - Primo amore
- Paolo Sorrentino - Le conseguenze dell'amore

### Millor director novell
- Saverio Costanzo - Private
- Antonio Bocola i Paolo Vari - Fame chimica
- Valeria Bruni Tedeschi - Il est plus facile pour un chameau...
- Paolo Franchi - La spettatrice
- David Grieco - Evilenko

### Millor productor
- Aurelio De Laurentiis (Filmauro) - Che ne sarà di noi i Tutto in quella notte
- Donatella Botti (Bianca Film) - Mi piace lavorare (Mobbing) i L'amore ritorna
- Marco Chimenz, Giovanni Stabilini i Riccardo Tozzi (Cattleya) - Non ti muovere i Tre metri sopra il cielo
- Enzo Porcelli (Achab Film) - Le chiavi di casa
- Domenico Procacci (Fandango) - Primo amore, Le conseguenze dell'amore i Lavorare con lentezza

### Millor argument
- Paolo Sorrentino - Le conseguenze dell'amore
- Francesca Comencini - Mi piace lavorare (Mobbing)
- Matteo Garrone, Massimo Gaudioso i Vitaliano Trevisan - Primo amore
- Vincenzo Marra - Vento di terra
- Sergio Rubini i Domenico Starnone - L'amore ritorna

### Millor guió
- Sergio Castellitto i Margaret Mazzantini - Non ti muovere
- Gianni Amelio, Sandro Petraglia i Stefano Rulli - Le chiavi di casa
- Pupi Avati - La rivincita di Natale
- Davide Ferrario - Dopo mezzanotte
- Andrea Frazzi, Antonio Frazzi, Marcello Fois, Diego De Silva i Ferdinando Vicentini Orgnani - Certi bambini

### Millor actor protagonista
- Toni Servillo - Le conseguenze dell'amore
- Fabrizio Bentivoglio - L'amore ritorna
- Giorgio Pasotti - Dopo mezzanotte i Volevo solo dormirle addosso
- Kim Rossi Stuart - Le chiavi di casa
- Carlo Verdone - L'amore è eterno finché dura

### Millor actriu protagonista
- Laura Morante - L'amore è eterno finché dura
- Nicoletta Braschi - Mi piace lavorare (Mobbing)
- Margherita Buy - Il siero della vanità
- Michela Cescon - Primo amore
- Francesca Inaudi - Dopo mezzanotte

### Millor actriu no protagonista
- Giovanna Mezzogiorno - L'amore ritorna
- Cristiana Capotondi - Christmas in Love i Volevo solo dormirle addosso
- Monica Bellucci, Rosalinda Celentano i Claudia Gerini - The Passion of the Christ
- Vincenza Modica - Vento di terra
- Teresa Saponangelo - Te lo leggo negli occhi
- Stefania Rocca - La vita come viene

### Millor actor no protagonista
- Raffaele Pisu - Le conseguenze dell'amore
- Valerio Binasco - Lavorare con lentezza
- Pierfrancesco Favino - Le chiavi di casa
- Elio Germano - Che ne sarà di noi
- Luca Lionello i Mattia Sbragia - The Passion of the Christ

### Millor banda sonora
- Banda Osiris - Primo amore
- Almamegretta - Certi bambini
- Pasquale Catalano - Le conseguenze dell'amore
- Luca Persico - Fame chimica
- Teho Teardo - Lavorare con lentezza

### Millor fotografia
- Luca Bigazzi - Le chiavi di casa, Le conseguenze dell'amore i Ovunque sei
- Cesare Accetta - L'odore del sangue
- Maurizio Calvesi - Segui le ombre
- Dante Cecchin - Dopo mezzanotte
- Marco Onorato - Primo amore

### Millor vestuari
- Maurizio Millenotti - The Passion of the Christ
- Maria Rita Barbera - La vita che vorrei
- Lia Morandini - Pontormo e L'amore di Marja
- Silvia Nebiolo - Agata e la tempesta
- Gabriella Pescucci i Carlo Poggioli - Van Helsing

### Millor escenografia
- Francesco Frigeri - Non ti muovere i The Passion of the Christ
- Giancarlo Basili - L'amore ritrovato
- Marco Dentici - La vita che vorrei
- Antonello Geleng - Il cartaio
- Stefano Giambanco - Volevo solo dormirle addosso

### Millor muntatge
- Patrizio Marone - Non ti muovere
- Francesca Calvelli - Private i Radio West
- Daniele Ciprì, Franco Maresco i Claudia Uzzo - Come inguaiammo il cinema italiano - La vera storia di Franco e Ciccio
- Giogiò Franchini - Le conseguenze dell'amore
- Simona Paggi - Le chiavi di casa

### Millor so en directe
- Alessandro Zanon - Le chiavi di casa i La vita che vorrei
- Gaetano Carito - L'amore è eterno finché dura
- Mauro Lazzaro - Certi bambini
- Roberto Mozzarelli - Fame chimica
- Remo Ugolinelli - Lavorare con lentezza

### Millor cançó
- Un senso de Vasco Rossi i Saverio Grandi - Non ti muovere
- And I Close My Eyes de Marina Rei - Fino a farti male
- Che ne sarà di noi de Gianluca Grignani i Andrea Guerra - Che ne sarà di noi
- Christmas in Love de Tony Renis - Christmas in Love
- Una storia d'amore e vanità de Morgan - Il siero della vanità

### Millor pel·lícula estrangera
- Pedro Almodóvar - La mala educación
- Andrew Adamson, Kelly Asbury i Conrad Vernon - Shrek 2
- Fatih Akın – Gegen die Wand
- Alejandro González Iñárritu - 21 grams
- Kim Ki-duk – Bin-jip

### Especial al millor doblatge
- Fiorello pel doblatge de Garfield - Il film
- Luca Zingaretti pel doblatge de Buscant en Nemo
- Cristina Boraschi i Francesco Pannofino pel doblatge de Closer

### Millor curtmetratge
- Trevirgolaottantasette de Valerio Mastandrea
- Lotta libera de Stefano Viali (menció especial per la qualitat del sistema narratiu)
- Mio fratello Yang de Gianluca i Massimiliano De Serio (menció especial a l’argument)
- Buongiorno di Melo Prino (menció especial al guió)
- O'guarracino di Michelangelo Fornaro (menció especial per l'originalitat de l'animació)
- Sei corto a sinistra di Antonio D'Olivo ("Premi especial")[2][7]

### Nastro d'Argento europeu
- Malcolm McDowell - Evilenko

### Nastro d'Argento especial
- Suso Cecchi D'Amico
- Mario Monicelli
- Bruno Bozzetto - Looo per l'animació (entre els premis atorgats a curtmetratges)
- Claudio Noce - Aria per la producció (entre els premis atorgats a curtmetratges)[7][2]